# 静谷伊佐夫
静谷 伊佐夫（しずや いさお、1960年3月20日 - ）は、日本の脚本家である。東京都豊島区出身。多摩美術大学卒。

## 来歴
中学時代は実写志望で、8ミリ映画を自主制作していた。アニドウ関係者の知人に進められ、スタジオぴえろに制作進行として入社。演出家志望だったが、文芸スタッフに配属されたことを期に脚本家の道へ進み、1986年『魔法のアイドルパステルユーミ』第16話で脚本家デビュー。1991年よりフリー。
デビュー作の監督かつぴえろ時代の同僚である鴫野彰と組んで参加する事も多く、2009年に『クレヨンしんちゃん オタケベ!カスカベ野生王国』を担当したのも、鴫野の推挙による。また、茶風林が主催する怪談朗読会「怪し会」に定期的にシナリオを提供している。

## 参加作品

### テレビアニメ
- 魔法のアイドルパステルユーミ（1986年、脚本）
- がんばれ!キッカーズ（1986年、脚本）
- きまぐれオレンジ☆ロード（1987年 - 1988年、脚本）
- 昆虫物語 みなしごハッチ（1989年、脚本）
- まじかるハット（1989年、脚本）
- 江戸っ子ボーイ がってん太助（1990年、脚本）
- からくり剣豪伝ムサシロード（1990年、脚本）
- 丸出だめ夫（1991年、脚本）
- おばけのホーリー（1991年、脚本）
- 元気爆発ガンバルガー（1992年、脚本）
- 超電動ロボ 鉄人28号FX
- ミラクル☆ガールズ（1993年、脚本）
- 剣勇伝説YAIBA（1994年、脚本）
- はりもぐハーリー（1995年 - 1996年、脚本）
- 恐竜冒険記ジュラトリッパー（1995年、脚本）
- 神秘の世界エルハザード（1995年、脚本）
- こどものおもちゃ（1996年、脚本）
- アニメがんばれゴエモン（1997年、脚本）
- ヴァイスクロイツ（1998年、シリーズ構成）
- モアモア（1999年、脚本）
- Bビーダマン爆外伝V（1999年 - 2000年、脚本）
- わがまま☆フェアリー ミルモでポン!（2002年 - 2005年、脚本）
- アソボット戦記五九（2002年 - 2003年、脚本）
- 超ロボット生命体トランスフォーマー マイクロン伝説（2003年、脚本）
- F-ZERO ファルコン伝説（2003年、脚本）
- MAJOR（2004年 - 2005年、脚本）
- じゃがいぬくん（2004年、脚本）
- MAJOR2（2005年 - 2006年、脚本）
- MÄR -メルヘヴン-（2005年 - 2007年、脚本）
- 狼男戦士 WOLF SOUL（2005年、脚本）
- 機動新撰組 萌えよ剣（2005年、脚本）
- おでんくん（2005年、脚本）
- Soul Link（2006年、脚本）
- 折紙戦士（2006年、脚本）
- MAJOR3（2007年、脚本）
- はっけん たいけん だいすき! しまじろう（2008年 - 2010年、脚本）
- ぬ～ぼ～なこころ（2009年、脚本）
- クレヨンしんちゃん（2010年参加 - 、脚本）
- しまじろうヘソカ（2010年、脚本）
- ユメミル、アニメ「onちゃん」（2010年、第二シーズン全話脚本）

### OVA
- きまぐれオレンジ☆ロード 〜吾輩は猫であったりおさかなであったり〜（1989年、脚本）
- 女戦士エフェ&ジーラ グーデの紋章（1990年、脚本）
- うしろの百太郎（1991年、脚本）
- 新・キューティーハニー（1994年 - 1995年、脚本）
- 綾音ちゃんハイキック!(1996年、シリーズ構成）
- いつかのメイン 雷少年・天太参上!（1996年、脚本）
- 夏色の砂時計（2004年、シリーズ構成）
- Memories Off 3.5 想い出の彼方へ（2004年、脚本）

### 劇場版アニメ
- クレヨンしんちゃん オタケベ!カスカベ野生王国（2009年）

### 特撮
- 電光超人グリッドマン（1993年、脚本）
- みんないっしょにロボコンたいそう（1999年、脚本）
- ビットバレット（2008年、脚本）

### ラジオドラマ
- Future program ROBO21（2007年 - 2009年、脚本）

### 舞台劇
- 怪し会 〜4肆〜（2011年、脚色） 原作・木原浩勝「新耳袋」（中山市朗 / 角川文庫刊）、「隣之怪」（角川書店刊）より